# Нагорно-Тузловка
Нагорно-Тузловка — хутор в Родионово-Несветайском районе Ростовской области.
Входит в состав Барило-Крепинского сельского поселения.

## География
Хутор находится у границы с Украиной.
На нём имеются две улицы — Выгонная и Красноармейская.

## Население
| 2010 | 2018 |
| ---- | ---- |
| 108  | ↘96  |